# Onthophagus thainuaensis
Onthophagus thainuaensis là một loài bọ cánh cứng trong họ Bọ hung (Scarabaeidae).